# Carstenius
Carstenius (Carstens, Karsten) är en släkt med ursprung i Lübeck, varifrån den förgrenat sig bland annat till Danmark och Finland.
Den finländska grenens stamfar var justitieborgmästaren i gamla Helsingfors Henrik Fredriksson Carstens. Dennes son, biskopen i Viborg Henricus Henrici Carstenius, blev far till domprosten i Viborg Petrus Carstenius. Genom dennes söner kyrkoherden i Sääminge Abraham Carstenius (död 1727) och regementskvartermästaren Peter Carsteen (död 1711) kom släkten att dela sig i två grenar, av vilka den äldre skriver sig Carstens och den yngre Karsten.
Bland den senare grenens många medlemmar märks mykologen Petter Adolf Karsten och språkforskaren Tor Karsten.